# اکتبر ۲۰۱۲
اکتبر ۲۰۱۲، یکی از ماه‌های ۲۰۱۲ (میلادی) است.
آغاز آن، روز دوشنبه برابر با ۱۰ مهر ۱۳۹۱ خورشیدی.

مطابق با ۱۵ ذی‌القعده ۱۴۳۳ قمری می‌باشد.

## ۱ اکتبر۲۰۱۲
- انتشار تحقیقی دربارهٔ تلفات حملهٔ احتمالی اسراییل به ایران

پژوهشی در دانشگاه یوتا و موسسه امید دربارهٔ تلفات حمله احتمالی اسراییل به ایران انجام شده‌است که می‌گوید در صورت حمله به مراکز هسته‌ای ایران (در اصفهان، اراک، نطنز و بوشهر) بین سه هزار تا ده هزار نفر در دم کشته خواهند شد. علاوه بر آن، به خاطر عدم آمادگی دولت جمهوری اسلامی برای کمک به افراد زیادی که در معرض تشعشعات اتمی قرار می‌گیرند، آمار کشته‌شدگان بسیار بیشتر خواهد بود و «فاجعه ای خواهد بود در مقیاس بوپال و چرنوبیل».بی‌بی‌سی فارسی، رادیوفردا صدای امریکا
- کاهش شدید قیمت ریال در بازار ارز

قیمت دلار آمریکا در تهران به ۳۴۵۰ تومان رسید. الیاس نادران، نماینده مجلس ایران گفت احمدی‌نژاد عمداً بازار ارز را آشفته نگه می‌دارد. نادر قاضی‌پور، دیگر نماینده مجلس، نیز ضمن تکرار این سخن، گفته‌است مجلس شورای اسلامی در طرحی دو فوریتی، سلب اختیار دولت در بازار ارز را بررسی خواهد کرد. او یکی از دلایل افزایش قیمت دلار را تلاش دولت برای جبران کسری بودجه دانست. اما محمود بهمنی، رییس بانک مرکزی ایران، ضمن اظهار امیدواری درباره بهبود وضعیت بازار ارز گفت «بازار تا حدودی در حال مقاومت است، ولی قطعا این مقاومت به زودی در هم خواهد شکست.» بی‌بی‌سی فارسی، بی‌بی‌سی فارسی
- رفع فیلتر جیمیل

دسترسی به پست الکترونیک گوگل - جی میل - که از روز دوم مهرماه جاری مسدود شده بود، شامگاه روز یکشنبه نهم مهرماه بار دیگر برای کاربران ایرانی فعال شد.تابناک
- انفجار مرگبار انتحاری در شرق افغانستان

در انفجار انتحاری در شهر خوست در شرق افغانستان ۹ نفر از جمله سه سرباز خارجی و یک فرمانده پلیس افغان کشته شده‌اند. فرد بمبگذار کاروان نیروهای داخلی و خارجی را در خیابانی در داخل شهر خوست هدف قرار داد. بی‌بی‌سی فارسی
- درخواست پناهندگی فیلمبردار همراه احمدی نژاد در آمریکا

## ۲ اکتبر۲۰۱۲
- تجمّع و ناآرامی در اطراف  بازار تهران و چند خیابان مرکزی تهران

بخش‌های زیادی از بازار تهران روز چهارشنبه تعطیل بود و در خیابان‌های اطراف آن و بعضی خیابان‌های مرکزی تهران تجمعاتی در اعتراض به بی‌ثباتی اقتصادی و سقوط ارزش پول ملی برگزار شد که با برخورد نیروهای انتظامی مواجه شد. بی‌بی‌سی فارسی
- انفجار بمب در حلب، سوریه

## ۳ اکتبر۲۰۱۲
- درگیری‌ها و تنش در روابط ترکیه و سوریه وارد مرحله جدید شد

به دنبال شلیک چند گلوله توپ از خاک سوریه به شرق ترکیه، ارتش ترکیه در اقدامی تلافی‌جویانه چند نقطه در خاک سوریه را هدف حملات توپخانه‌ای خود قرار داد. 

## ۸ اکتبر۲۰۱۲
- چاوز همچنان رئیس جمهور ماند

## ۱۱ اکتبر۲۰۱۲
- مو یان نویسندهٔ‌ چینی برندهٔ جایزهٔ نوبل ادبی سال ۲۰۱۲ شد

## ۱۲ اکتبر۲۰۱۲
- اتحادیه اروپا برندهٔ جایزه‌ٔ صلح نوبل سال ۲۰۱۲ شد.

اتحادیه اروپایی برای تلاش‌هایش در زمینهٔ تبدیل اروپا از قاره‌ای در جنگ به قاره‌ای در صلح در ۶۰ سال اخیر توسط کمیتهٔ نروژی اهدا کنندهٔ نوبل صلح به عنوان برندهٔ این جایزه انتخاب شد. بی‌بی‌سی فارسی
- سید حسن نصرالله: پهپاد را ما بر فراز اسرائیل فرستادیم

## ۱۴ اکتبر۲۰۱۲
- فلیکس بومگارتنر رکورد سقوط آزاد را شکست.

## ۱۶ اکتبر۲۰۱۲
- برتری ۱-۰ ایران بر کره در مقدماتی جام‌جهانی ۲۰۱۴

## ۱۹ اکتبر۲۰۱۲
- چندین کشته و زخمی در بمب‌گذاری انتحاری در چابهار

## ۲۰ اکتبر۲۰۱۲
- ۲۶ کشته در واژگونی اتوبوس کاروان راهیان نور

## ۲۲ اکتبر۲۰۱۲
- درگذشت احمد قابل پژوهشگر و منتقد دینی در سن ۵۵ سالگی.

## ۲۴ اکتبر۲۰۱۲
- ایران تهدید کرد در صورت تشدید تهدیدها، صادرات نفت خود را تعلیق می‌کند

## ۲۶ اکتبر۲۰۱۲
- کشته‌شدن دو مامور نیروی انتظامی بدست مردان مسلح در شهرستان سرباز

## پیوندهای روزانه
- درگاه: وقایع کنونی/وقایع ۱ اکتبر ۲۰۱۲
- درگاه: وقایع کنونی/وقایع ۲ اکتبر ۲۰۱۲
- درگاه: وقایع کنونی/وقایع ۳ اکتبر ۲۰۱۲
- درگاه: وقایع کنونی/وقایع ۸ اکتبر ۲۰۱۲
- درگاه: وقایع کنونی/وقایع ۱۱ اکتبر ۲۰۱۲
- درگاه: وقایع کنونی/وقایع ۱۲ اکتبر ۲۰۱۲
- درگاه: وقایع کنونی/وقایع ۱۴ اکتبر ۲۰۱۲
- درگاه: وقایع کنونی/وقایع ۱۶ اکتبر ۲۰۱۲
- درگاه: وقایع کنونی/وقایع  ۱۹ اکتبر ۲۰۱۲
- درگاه: وقایع کنونی/وقایع ۲۰ اکتبر ۲۰۱۲
- درگاه: وقایع کنونی/وقایع ۲۲ اکتبر ۲۰۱۲
- درگاه: وقایع کنونی/وقایع ۲۴ اکتبر ۲۰۱۲
- درگاه: وقایع کنونی/وقایع ۲۶ اکتبر ۲۰۱۲